# Anticlea multiferata
Anticlea multiferata, conocida (en inglés) como Many-lined Carpet o "alfombra de muchas líneas", es una especie de polilla perteneciente a la familia Geometridae. La especie fue descrita por primera vez por Francis Walker habiendo sido descrita en 1863, con distribución en América del Norte, especielmante el este de Estados Unidos.

## Distribución
A. multiferata está ampliamente distribuida en América del Norte y también se ha encontrado en Alaska y la tundra ártica canadiense. La especie prefiere terrenos boscosos y montañosos, así como áreas ribereñas y estuarinas.

### Hábitat
Las mariposas son nocturnas. Vuelan entre abril y mayo en sus hábitats del sur, y principalmente entre mayo y julio en el norte.[1] Por la noche, visitan fuentes de luz artificial. Su principal alimento son las hojas de Polygonum aviculare. También se alimentan de epilobio, en particular de epilobio de hoja estrecha (Epilobium angustifolium). Los detalles de los hábitos de la especie aún no se han investigado con detalle.

## Descripción
Las polillas adulatas alcanzan una envergadura de 19 a 25 milímetros (0,7 a 1 plg). No hay diferencia de color entre los sexos. El color básico del cuerpo y de la superficie superior de las alas anteriores varía de marrón oscuro a marrón rojizo con un ligero tinte violáceo.

### Alas
Esta notable especie no suele ser confundida con ninguna otra polilla geometrida, sus marcas son muy peculiares. Son características de la especie las numerosas líneas transversales, casi rectas, paralelas o ligeramente curvadas, de color marrón claro y algunas amarillentas, en la superficie superior de las alas anteriores, que no se extienden hasta las posteriores. Una corta línea divisoria amarillenta destaca en el ápice. La superficie superior de las alas posteriores es casi completamente marrón claro. Ocasionalmente, se pueden observar algunas líneas transversales tenues en la zona marginal.
Cuenta con una banda justo después de la mitad del ala algo irregular, rota transversalmente en dos o tres partes, y más ancha en la costa del ala que en otras partes. Cuenta con una banda blanca submarginal doble, un poco hacia adentro desde el borde del margen exterior del ala, mucho más sinuosa que las demás. Tiene otra línea blanquecina, cerca del borde del ala. 
En las alas posteriores, que son algo más pálidas que las anteriores, hay unas cinco líneas oscuras con un pequeño punto discal, situado en el centro del ala. Por debajo del ala es marrón rojizo, con manchas y líneas blanquecinas. La región costal es cuadriculada y marcada con marrón rojizo y blanco. Cuenta con una línea submarginal regular y profundamente festoneada.

### Oruga
Las orugas adultas son de color verde amarillento a verde oscuro y presentan una amplia línea dorsal de color marrón oscuro a marrón rojizo, que a veces se interrumpe en la región posterior del cuerpo. La cápsula cefálica, amarillenta, presenta dos franjas longitudinales de color marrón oscuro.

### Especies similares
En la polilla ondulada (Hydria undulata), las numerosas líneas transversales en las superficies superiores de las alas no son rectas, sino fuertemente onduladas y continúan sobre las alas traseras.

## Ciclo de vida
Los adultos están en vuelo de abril a agosto, aunque sólo en abril y mayo en el sur y de mayo a julio en las regiones del norte. Pasa el invierno en estadio de pupa.